# Institut universitaire européen
Pour les articles homonymes, voir IUE et EUI.
L'Institut universitaire européen (IUE ; en italien : Istituto universitario europeo et en anglais : European University Institute ou EUI) est une université et organisation internationale dispensant des formations de 3e cycle universitaire en sciences politiques et sociales, économie, droit, histoire, et exerçant des missions de recherche. Il est financé par ses 23 États contractants, par l’Union européenne (programme Erasmus+) et par ses propres revenus, issus de financements pour la recherche, de partenariats avec des acteurs publics et privés, ainsi que de programmes de formation exécutive. L'institut est domicilié à Fiesole près de Florence, en Italie.

## Création et statut juridique
L'IUE trouve son origine au congrès de La Haye (1948), fondateur du Mouvement européen. Le projet n'aboutira qu'au début des années 1970 par la signature de la convention du 19 avril 1972, liant les six États membres fondateurs de la Communauté économique européenne (CEE). Il a été inauguré en 1976 et a statut d'organisation internationale. Il ne dépend donc d'aucun État, ni de l'Union européenne.

## Siège
L'Institut occupe une partie de plusieurs édifices historiques remarquables situés à Fiesole et dans les faubourgs de Florence :
- Abbaye Fiesolana (siège principal)
- Couvent San Domenico de Fiesole
- Villa Schifanoia
- Palazzo Buontalenti

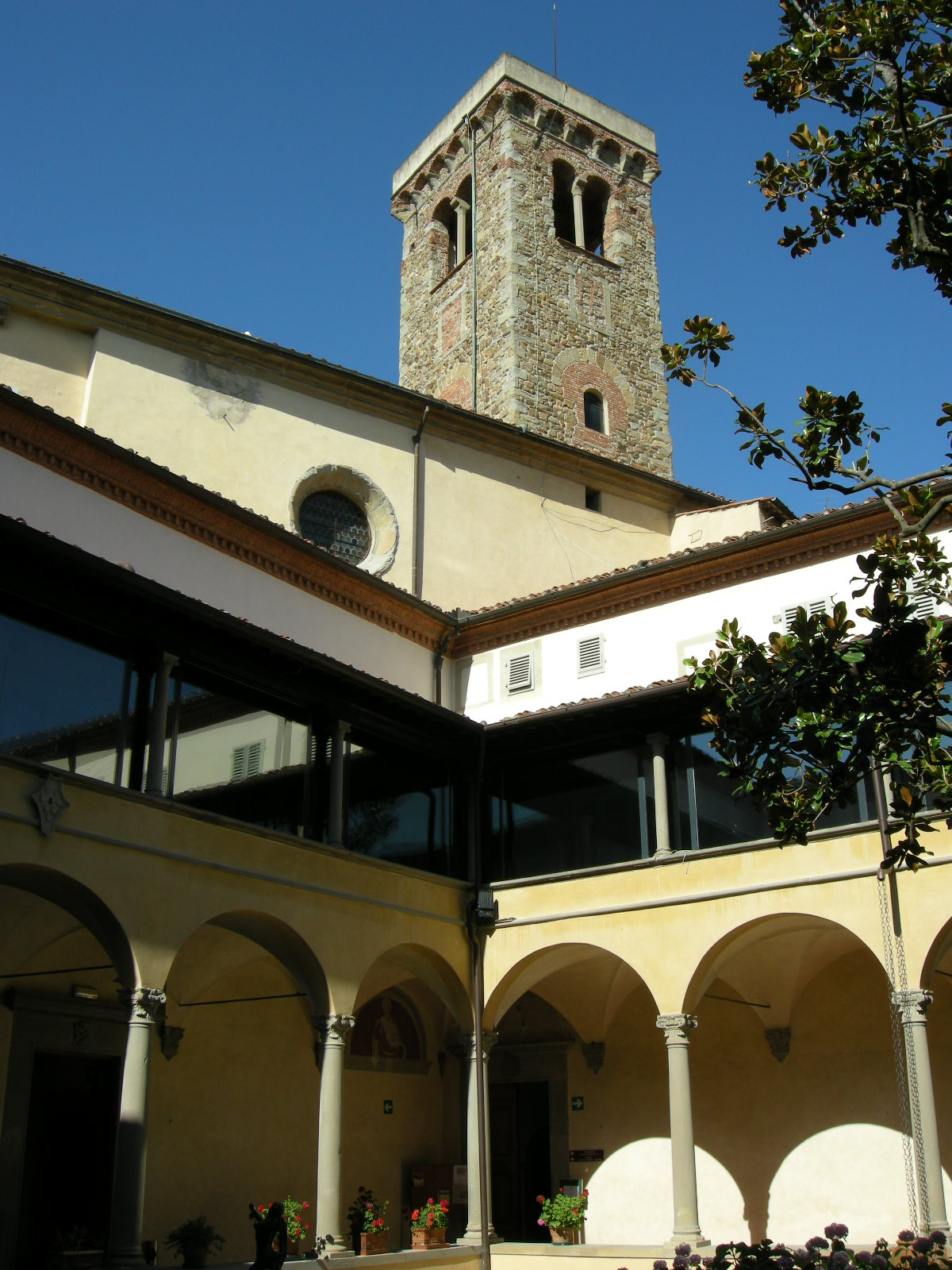
Abbaye Fiesolana.
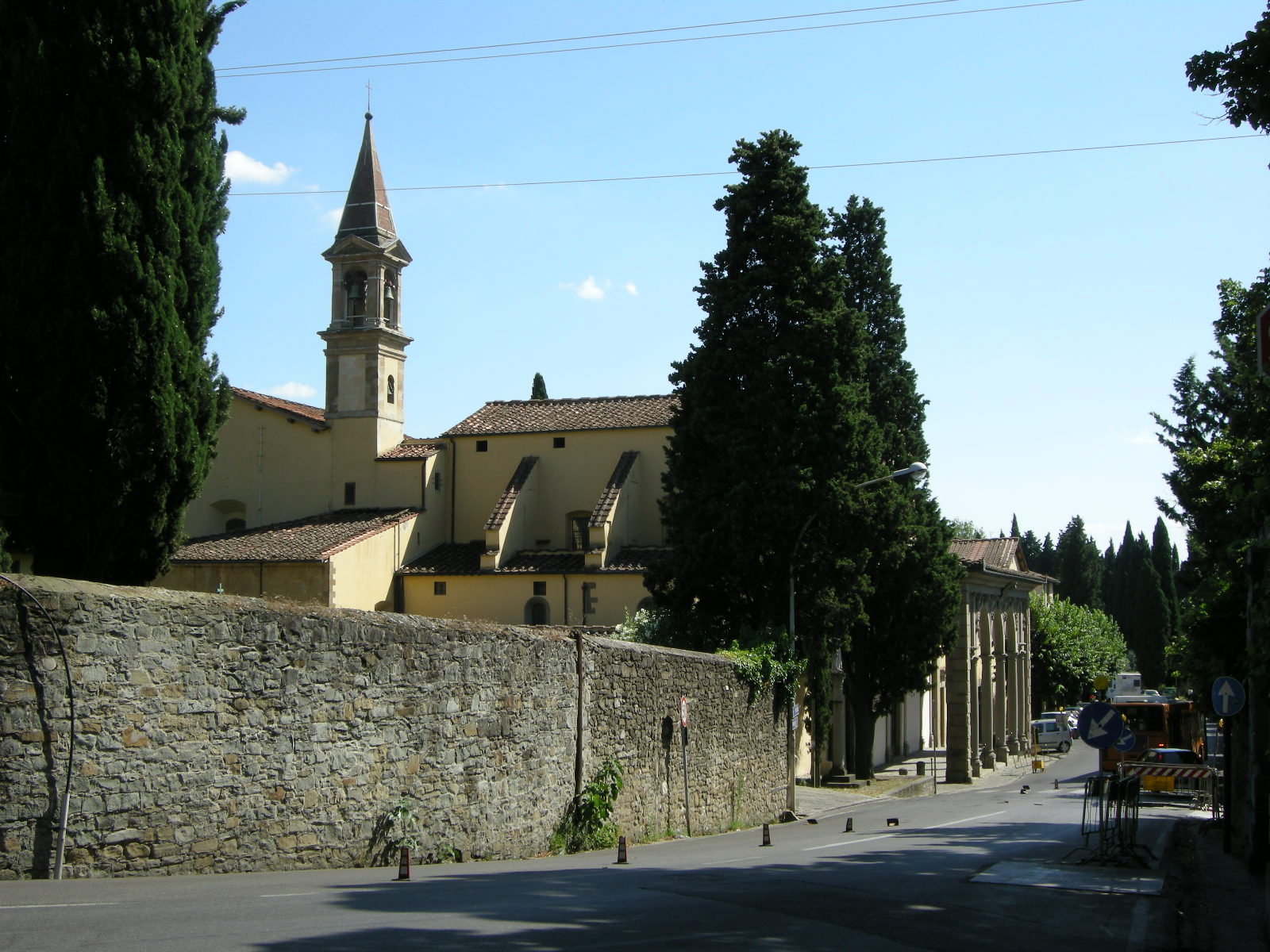
Couvent Saint-Dominique.
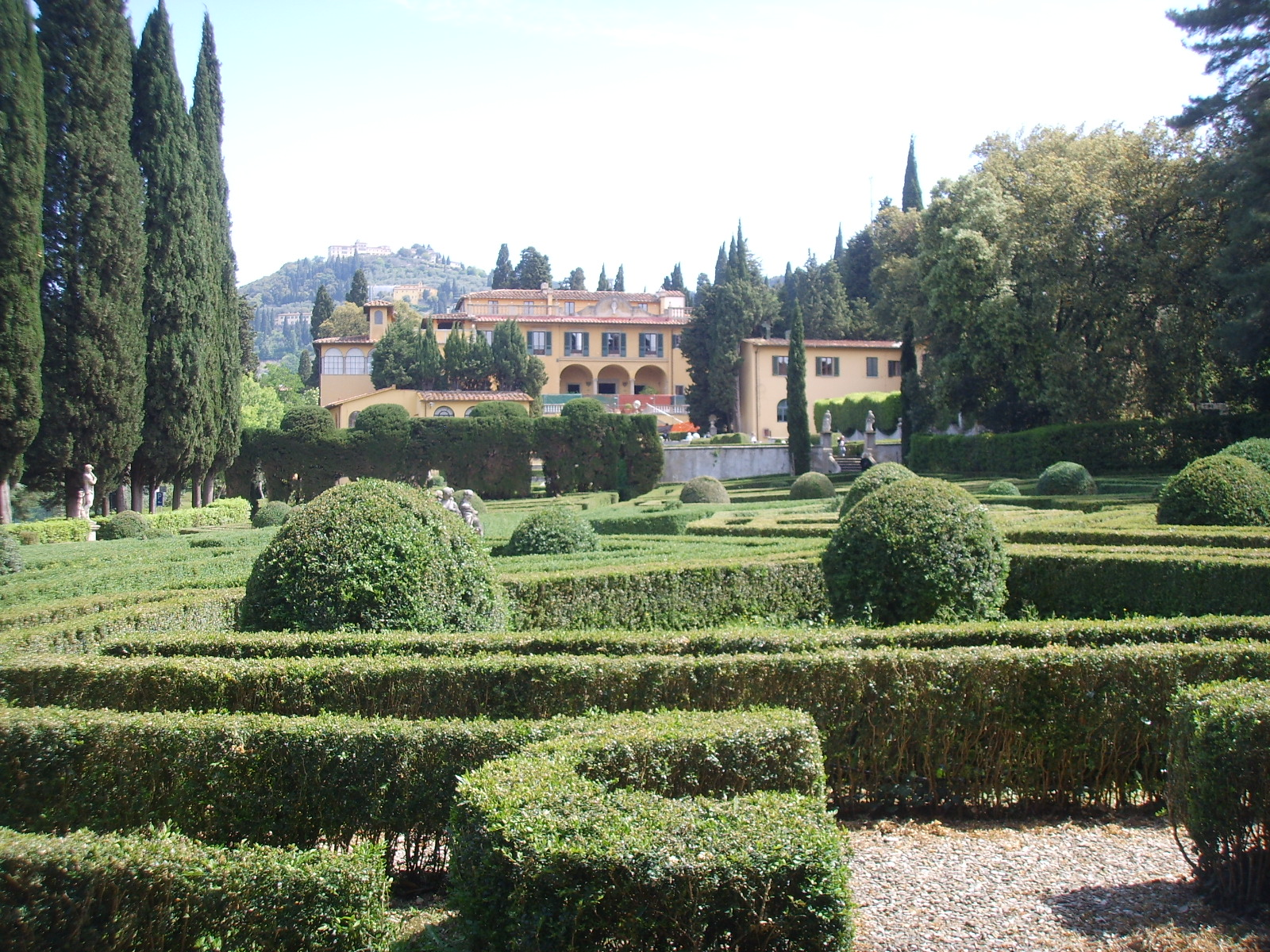
Jardins de la Villa Schifanoia.
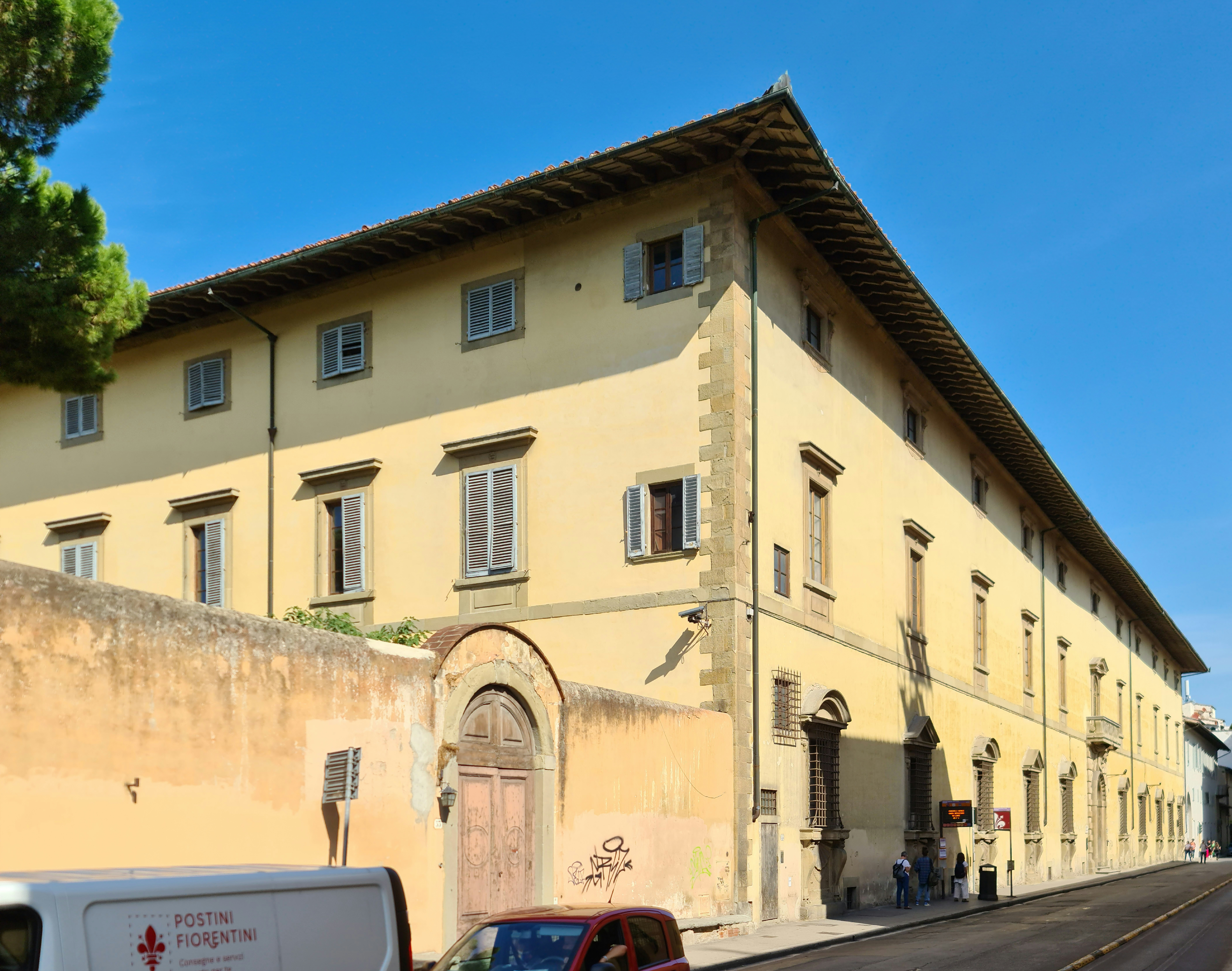
Palazzo Buontalenti

## Missions
L'IUE a pour mission de former des futurs enseignants-chercheurs et des hauts fonctionnaires des organisations internationales et de l'Union européenne, en donnant à leur parcours universitaire une dimension européenne. 
Pour cela, l'IUE recrute des étudiants titulaires d'un master II, principalement originaires des États membres de l'Union européenne (même s'il accueille 50 nationalités différentes) et privilégie les projets de thèse intégrant une perspective européenne et les recherches traitant de la construction européenne.
Il délivre un diplôme de doctorat après quatre années d'étude, qui est reconnu comme équivalent au doctorat français.

L'Institut dispense également plusieurs programmes postdoctoraux et s'est vu confier la conservation des Archives historiques de l'Union européenne (cf. infra).

## Administration
L'Institut est dirigé par une présidente, Patrizia Nanz (depuis mars 2024), secondé par un secrétaire général, Marco Del Panta, et un directeur général des opérations, Roberto Nocentini. Il est administré par un haut conseil où siègent les représentants des États cosignataires de la convention.

### Anciens présidents
- Renaud Dehousse, Belgique
- J.H.H. Weiler, États-Unis
- Marise Cremona, Royaume-Uni
- Josep Borrell, Espagne
- Yves Mény, France
- Patrick Masterson, Irlande
- Émile Noël, France
- Werner Maihofer, Allemagne
- Max Kohnstamm, Pays-Bas

## Organisation et composantes

### Départements
L'IUE se compose de quatre départements de recherche en sciences humaines et sociales :
- département d'histoire ;
- département de économie ;
- département de sciences politiques et sociales ;
- département de droit.

### Centre Robert-Schuman
L'Institut comprend également un centre d'études avancées en recherche sur les politiques publiques, le Robert Schuman center for advanced studies (RSCAS), nommé en l'honneur de Robert Schuman.

### École de gouvernance transnationale de Florence
L'École de gouvernance transnationale de Florence (STG) a été lancée en 2017. Située au Palais Buontalenti, au cœur de Florence, la STG sert de centre d'échanges et de collaboration, rassemblant le milieu académique, la société civile, les décideurs politiques, le secteur des affaires, les ONG, les médias et d'autres acteurs.

### Archives historiques de l'Union européenne
Les Archives historiques de l'Union européenne (AHUE), situées à Villa Salviati, conservent et rendent accessibles les documents produits par les institutions de l'Union européenne, conformément à la règle des trente ans en matière d'accès au public des documents d'archives. Les AHUE ont été créées à la suite de la décision, en 1983, de la Communauté européenne de l'acier et du charbon (CECA) et du Conseil d’ouvrir leurs archives historiques au public. Un accord entre la Commission européenne et l'Institut universitaire européen en 1984 a conduit à la création des AHUE à Florence. Les Archives sont administrées par l'IUE et sont opératives à Florence depuis 1986.
Les AHUE ont aussi pour vocation la collecte des dépôts et collections privées de personnalités, mouvements et organisations internationales ayant joué un rôle important dans le processus d'intégration européenne. Elles accueillent plus de 150 dépôts d'archives privées de politiciens européens éminents, mouvements et associations, une collection spécialisée de livres et de documentation et conservent une importante collection de sources d'histoire orale. Les Archives facilitent la recherche sur l'histoire de l'Union européenne et le processus d'intégration et sont les promoteurs de l'intérêt public pour l'intégration européenne, renforçant la transparence dans le fonctionnement des institutions de l'UE.

### Programme post-doctoral Max Weber
Dirigé par Juho Härkönen, le Programme post-doctoral Max Weber a été créé en 2005 afin de préparer de jeunes diplômés à leur future carrière professionnelle dans l'espace européen de l'éducation (Stratégie de Lisbonne). 
Financé par l'Union européenne, il constitue « le plus vaste dans le domaine des sciences sociales en Europe ».

### Autres programmes post-doctoraux
L'IUE a mis en place plusieurs programmes attribuant des bourses post-doctorales :
- Programme Jean Monnet (au sein du Centre Robert Schuman)
- Programme Sénior Fernand Braudel
- Programmes externes « Marie Curie », « Fondation Canon », « Académie de Finlande »

## Classements
En 2024, l'Institut Universitaire Européen (IUE) a été classé 6e au monde en sciences politiques et parmi les premiers 100 universitées en sociologie, administration publique et économie dans le classement académique des universités mondiales par l'université de Shanghai.

## Personnalités liées à l'IUE
- Philip Alston, Droit
- Giuliano Amato, Droit
- Anindya Banerjee, Sciences économiques
- Stefano Bartolini, Sciences politiques
- Christoph Beat Graber
- Jean-Cassien Billier, Philosophie
- Jean Blondel, Sciences politiques
- Gisela Bock, Histoire
- Daniel Borrillo, Droit
- Richard Breen, Sociologie
- John Brewer, Histoire
- Kirti N. Chaudhuri, Histoire
- Carlo Cipolla, Histoire
- Valeriu M. Ciuca, Droit
- Colin Crouch, Sociologie
- Maurice Cranston, Philosophie politique
- Srđan Cvijić
- Hans Daalder, Sciences politiques
- Terence Daintith, Droit
- Renaud Dehousse, Droit, Sciences politiques
- Klaus Eder, Sociologie
- Mireille Delmas-Marty, Droit
- Claus-Dieter Ehlermann, Droit économique
- Gøsta Esping-Andersen, Sociologie
- Peter Flora, Sociologie
- Laurent Gamet, Droit
- Simon Hix
- Jonathan Hopkin
- Christian Joerges, Droit
- Michael Keating, Sciences politiques
- Steven Lukes, Philosophie politique
- Peter Mair, Sciences politiques
- Giandomenico Majone, Sciences politiques
- José María Maravall, Sociologie
- Alan S. Milward, Histoire
- Pieter Omtzigt, Sciences économiques
- Michel Orcel
- Romain Pasquier, Sciences politiques
- Alessandro Pizzorno, Sociologie
- Luís Miguel Poiares Maduro
- Antonelle Romano, Histoire
- Daniel Roche, Histoire
- Tilo Schabert, Sciences politiques
- Frank Schimmelfennig
- Philippe C. Schmitter, Sciences politiques
- Andrew Shonfield, Sciences économiques
- Bo Strath, Histoire
- Susan Strange, Philosophie politique
- Gunther Teubner, Droit
- Nuno Severiano Teixeira, Histoire
- Nadia Urbinati
- Stéphane Van Damme, Histoire
- Maurizio Viroli
- Neil Walker, Droit
- Joseph Weiler, Droit
- Rudolf Wildenmann, Sciences politiques
- Jay Winter, Histoire
- Vincent Wright, Sciences politiques
- Joachim Wuermeling